# Order Drogocennego Trójnogu
Order Drogocennego Trójnogu także Order Najświętszego Trójnogu (chiń. trad. 寶鼎勳章; pinyin Bǎodǐng xūnzhāng) – odznaczenie wojskowe Republiki Chińskiej.
Ustanowione 15 maja 1929. Przyznawane za znaczące zasługi dla bezpieczeństwa narodowego. Dzieli się na 9 klas:
- I Klasa – Order Drogocennego Trójnogu ze Specjalną Wielką Wstęgą
- II Klasa – Order Drogocennego Trójnogu z Wielką Wstęgą
- III Klasa – Order Drogocennego Trójnogu z Czerwoną Wielką Wstęgą
- IV Klasa – Order Drogocennego Trójnogu ze Specjalną Wstęgą
- V Klasa – Order Drogocennego Trójnogu ze Wstęgą
- VI Klasa – Order Drogocennego Trójnogu ze Specjalną Rozetą
- VII Klasa – Order Drogocennego Trójnogu z Rozetą
- VIII Klasa – Order Drogocennego Trójnogu ze Specjalną Wstążką
- IX Klasa – Order Drogocennego Trójnogu ze Wstążką

| Baretki Orderu Drogocennego Trójnogu | Baretki Orderu Drogocennego Trójnogu | Baretki Orderu Drogocennego Trójnogu |
| ------------------------------------ | ------------------------------------ | ------------------------------------ |
| I Klasa                              | II Klasa                             | III Klasa                            |
| IV Klasa                             | V Klasa                              | VI Klasa                             |
| VII Klasa                            | VIII Klasa                           | IX Klasa                             |